# Ma nuit chez Maud
Ma nuit chez Maud is een Franse dramafilm uit 1969 onder regie van Éric Rohmer. Het is het derde van zijn six contes moraux ("zes morele verhalen").
Rohmer herschreef een eerder scenario dat zich zou afspelen tijdens de Tweede Wereldoorlog, na het ingaan van de avondklok. De film speelt zich af tijdens de kerstdagen in Clermont-Ferrand, waar personage Jean-Louis sinds enkele maanden werkt als ingenieur in de Michelin-fabriek.

## Verhaal
De katholieke ingenieur Jean-Louis gelooft in de ware liefde zonder seks voor het huwelijk, al heeft hij in het verleden één keer een affaire gehad. Hij is verliefd op Françoise. Hij ziet haar iedere zondag tijdens de mis, maar hij durft haar niet aan te spreken. Enkele dagen voor Kerstmis ontmoet hij zijn jeugdvriend Vidal. Hij nodigt Jean-Louis uit voor een etentje bij zijn recent gescheiden vriendin Maud. Zij wil Jean-Louis verleiden en overtuigt hem ervan dat het niet veilig is om bij sneeuwval naar huis te rijden. Hij zal de nacht doorbrengen met Maud en Vidal, die eigenlijk bij Maud wilde blijven.
Maud en Jean-Louis bespreken religie en hun liefdesleven. Maud vertelt over haar vorige huwelijk, dat tot een einde kwam door haar mans te verschillende temperament. Ze biecht bovendien op dat ze een affaire heeft gehad met een katholieke vrouw, maar vooral verachting voor haar voelde, en dat ze een vriend had van wie ze daadwerkelijk hield, maar dat deze was omgekomen bij een auto-ongeluk. Wanneer het tijd is om te gaan slapen, vertelt ze Jean-Louis dat haar bed het enige bed is en dat ze graag naakt slaapt. Hij wil aanvankelijk niet in hetzelfde bed liggen als de naakte Maud, maar bezwijkt uiteindelijk toch, hoewel hij zijn kleren aanhoudt. Bij het ontwaken delen ze een gepassioneerde zoen, totdat Jean-Louis abrupt stopt. Maud vlucht naar de badkamer en zegt tegen Jean-Louis dat hij haar niet moet volgen, omdat ze 'niet met een man kan zijn die niet weet wat hij wil'. Zodra ze bedaard is, nodigt ze hem uit voor een wandeling met een aantal vrienden.
Terwijl hij wacht op Maud en haar vrienden, ziet Jean-Louis Françoise van de kerk, die hij gemotiveerd door het voorval met Maud durft aan te spreken. Ze spreken af dat ze na de volgende mis zullen afspreken. Tijdens de wandeling met Maud en haar vrienden is hij bovendien veel directer dan de nacht ervoor, en de twee beginnen een affaire, waarvan ze beiden weten dat het niet lang kan duren, omdat Maud binnenkort naar Clermont vertrekt. Nadat hij Mauds appartement weer heeft verlaten, komt hij Françoise weer tegen op dezelfde plek als eerst. Hij biedt haar aan haar naar haar studentenhuis te rijden, waar hij leert dat ze biologie studeert. Hij blijft slapen, hoewel in een andere kamer. De volgende ochtend komen ze plotseling Vidal tegen, die Françoise blijkt te kennen. Later biecht Françoise op dat ze van Jean-Louis houdt, maar tot zeer kort geleden een affaire gehad heeft met een getrouwde man, die ze maar niet weet te vergeten.
Vijf jaar later, wanneer Jean-Louis en Françoise getrouwd zijn en een kind hebben, komen ze tijdens een strandvakantie onverwachts Maud tegen. Deze vertelt dat ze opnieuw getrouwd is, maar dat het niet goed tussen hen loopt. Jean-Louis biecht aan Françoise op dat hij die ochtend van haar huis afgekomen was, op de dag dat hij haar voor het eerst aansprak, maar vertelt er niet bij wat er daar gebeurd is. Hij ziet opeens in dat de getrouwde man met wie Françoise een affaire had de man van Maud was. Omdat ze nu beiden gelukkig zijn, besluiten ze het er niet meer over te hebben en gaan ze met hun kind te water.

## Rolverdeling
| Acteur                   | Personage  |
| ------------------------ | ---------- |
| Jean-Louis Trintignant   | Jean-Louis |
| Françoise Fabian         | Maud       |
| Marie-Christine Barrault | Françoise  |
| Antoine Vitez            | Vidal      |

## Analyse
Rohmer toont in de film drie personages met tegengestelde overtuigingen. Jean-Louis is katholiek, Vidal is marxist en Maud is atheïste. Als persoon zonder religieuze of politieke overtuiging en als vrouw is Maud de scheidsrechter van de filosofische en amoureuze debatten tussen de personages.